# Stefan Niewczyk

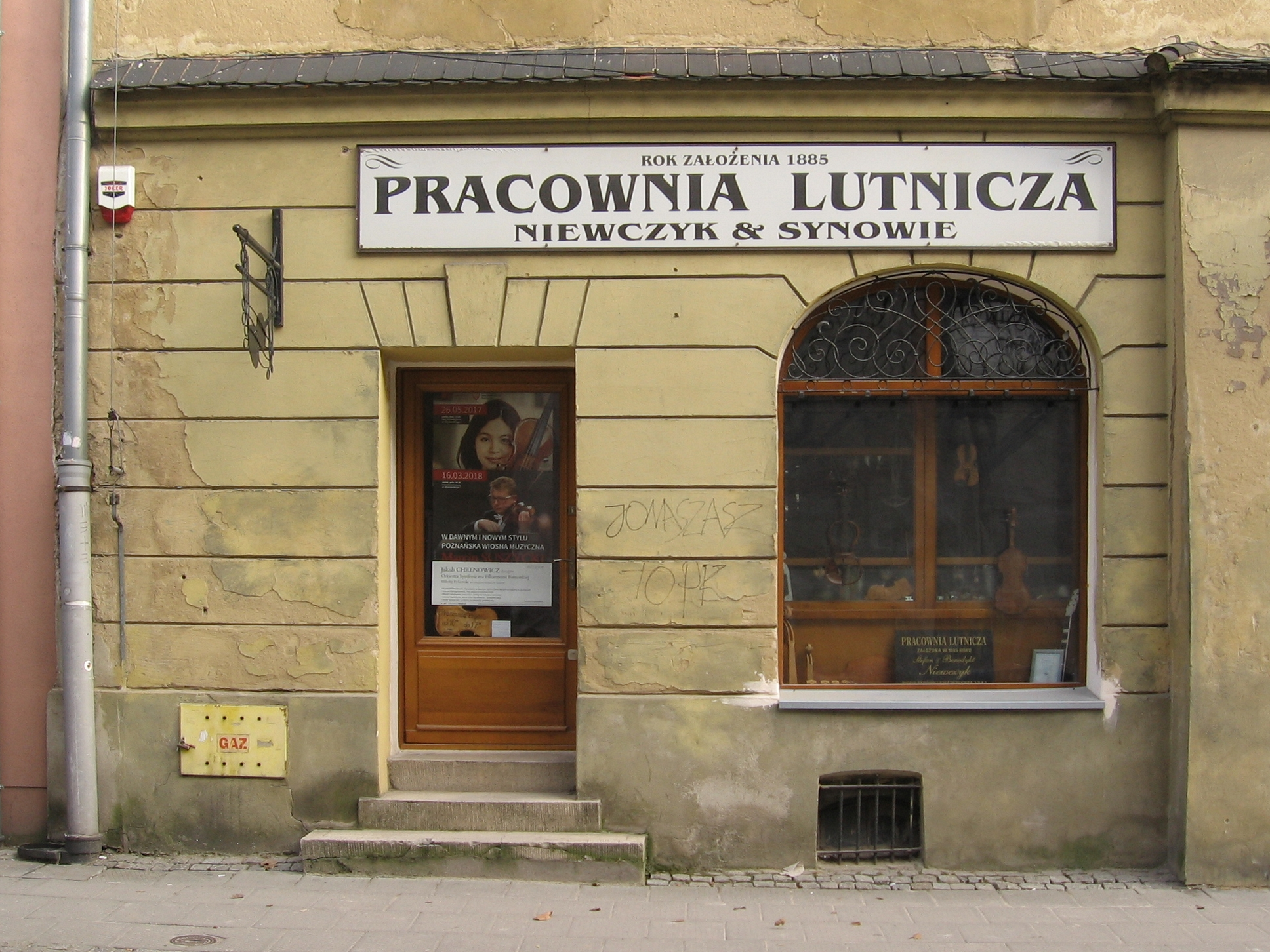
Warsztat lutniczy Niewczyków przy ulicy Woźnej 6 w Poznaniu w 2016 roku

Stefan Niewczyk (ur. 7 sierpnia 1925 w Bydgoszczy, zm. 11 marca 2007 w Poznaniu) – polski lutnik, współzałożyciel Stowarzyszenia Polskich Artystów Lutników, założyciel Cechu Budowniczych Instrumentów Muzycznych.

## Życiorys
Na świat przyszedł w Bydgoszczy, jako syn Stanisława Niewczyka szefa tamtejszej filii Pierwszej Krajowej Fabryki Instrumentów Muzycznych, założonej przez dziada Stefana Niewczyka, Franciszka w 1885 r. Miał dwóch braci: Antoniego i Mariana. Gry na skrzypcach nauczył się w wieku sześciu lat. Karierę lutniczą rozpoczął u boku ojca w 1939 r., wykonując już rok później swoje pierwsze skrzypce. W czasie II wojny światowej nauczył się grać na fortepianie, a w pracowni ukrywał wspólnie z ojcem sztandar Cechu Instrumentariuszy Muzycznych, który po zakończeniu działań wojennych przekazał prawowitemu właścicielowi. 
Tytuł czeladniczy uzyskał w 1945 r., tytuł mistrzowski z lutnictwa w 1948 r., a następnie z wyrobu instrumentów dętych i akordeonów. Jako muzyk Niewczyk był w tym okresie związany z orkiestrą symfoniczną Dyrekcji Lasów Państwowych, a potem orkiestrą Urzędu Finansowego. Nielegalnie wykonywał gitary elektryczne, w czasie swojej kariery wykonał około 200 skrzypiec. Był cenionym i znanym w całej Polsce ekspertem. W 1954 r. był jednym z inicjatorów powstania Stowarzyszenia Polskich Artystów Lutników. W swojej poznańskiej pracowni zajmował się między innymi skrzypcami muzyków startujących we wszystkich powojennych Międzynarodowych Konkursach Skrzypcowych im. Henryka Wieniawskiego. O skandalicznych warunkach w jakich zmuszona była pracować rodzina Niewczyków pisał (oskarżając o zaniedbania władze miejskie) na łamach Polityki w latach 70. XX wieku, znany muzykolog Jerzy Waldorff, a efektem jego interwencji było przeniesienie warsztatu lutniczego Niewczyków w 1978 r., na ul. Woźną w Poznaniu. Od 2005 r., pracownię prowadzi syn Stefana, Benedykt Niewczyk. 
Pochowany na cmentarzu przy ul. Lubowskiej w Poznaniu.